# Promotion League 2020-2021
La Promotion League 2020-2021, nota come Cerutti il Caffè Promotion League 2020-2021 per motivi di sponsorizzazione, è stata la 120ª edizione della terza divisione del campionato svizzero di calcio, la 9ª sotto l'attuale denominazione. La stagione regolare ha avuto inizio il 15 agosto 2020 e terminerà il 29 maggio 2021.

## Stagione

### Novità
A seguito all'interruzione del campionato precedente, dovuta alla pandemia di COVID-19, il Comitato centrale dell'ASF, il 30 aprile 2020, ha espresso la decisione di interrompere il campionato; pertanto, non sono state previste né promozioni in Challenge League, né promozioni dalla 1ª Lega, mantenendo dunque inalterato l'organico rispetto alla stagione precedente.

### Formula
Le 16 squadre partecipanti si affrontano in un girone all'italiana con partite di andata e ritorno per un totale di 30 giornate.
La squadra classificatasi al 1º posto viene promossa in Challenge League, mentre le ultime due classificate retrocedono in 1ª Lega.

## Squadre partecipanti
| Club                | Città             | Stadio                            | Stagione precedente           |
| ------------------- | ----------------- | --------------------------------- | ----------------------------- |
| Basilea II          | Basilea           | Stadion Rankhof                   | 8º posto in Promotion League  |
| Bavois              | Bavois            | Stade des Peupliers               | 14º posto in Promotion League |
| Bellinzona          | Bellinzona        | Stadio comunale                   | 6º posto in Promotion League  |
| Black Stars Basilea | Basilea           | Sportplatz Buschweilerhof         | 5º posto in Promotion League  |
| Breitenrain         | Berna             | Stadio Spitalacker                | 9º posto in Promotion League  |
| Brühl               | San Gallo         | Paul-Grüninger-Stadion            | 7º posto in Promotion League  |
| Cham                | Cham              | Stadio Eizmoos                    | 12º posto in Promotion League |
| Étoile Carouge      | Carouge           | Stade de la Fontenette            | 4º posto in Promotion League  |
| Köniz               | Köniz             | Sportplatz Liebefeld-Hessgut      | 11º posto in Promotion League |
| Münsingen           | Münsingen         | Sportplatz Sandreutenen           | 16º posto in Promotion League |
| Rapperswil-Jona     | Rapperswil        | Stadio Grünfeld                   | 2º posto in Promotion League  |
| Sion II             | Sion              | Stade Tourbillon                  | 10º posto in Promotion League |
| Stade Nyonnais      | Nyon              | Stadio Colovray                   | 3º posto in Promotion League  |
| YF Juventus         | Zurigo            | Utogrund                          | 15º posto in Promotion League |
| Yverdon             | Yverdon-les-Bains | Stade Municipal Yverdon-les-Bains | 1º posto in Promotion League  |
| Zurigo II           | Zurigo            | Sportanlage Heerenschürli         | 13º posto in Promotion League |

## Classifica
|  | Pos. | Squadra             | Pt | G  | V  | N | P  | GF | GS | DR  |
|  | ---- | ------------------- | -- | -- | -- | - | -- | -- | -- | --- |
|  | 1.   | Yverdon             | 36 | 15 | 11 | 3 | 1  | 47 | 13 | +34 |
|  | 2.   | Cham                | 30 | 15 | 9  | 3 | 3  | 27 | 15 | +12 |
|  | 3.   | Brühl               | 27 | 15 | 7  | 6 | 2  | 25 | 16 | +9  |
|  | 4.   | Étoile Carouge      | 26 | 15 | 8  | 2 | 5  | 26 | 21 | +5  |
|  | 5.   | Rapperswil-Jona     | 24 | 15 | 7  | 3 | 5  | 32 | 20 | +12 |
|  | 6.   | Bavois              | 24 | 15 | 7  | 3 | 5  | 16 | 19 | -3  |
|  | 7.   | Stade Nyonnais      | 22 | 15 | 5  | 7 | 3  | 21 | 14 | +7  |
|  | 8.   | Basilea II          | 22 | 15 | 7  | 1 | 7  | 30 | 30 | 0   |
|  | 9.   | YF Juventus         | 22 | 15 | 6  | 4 | 5  | 23 | 31 | -8  |
|  | 10.  | Breitenrain         | 20 | 15 | 5  | 5 | 5  | 22 | 26 | -4  |
|  | 11.  | Sion II             | 18 | 15 | 5  | 3 | 7  | 16 | 17 | -1  |
|  | 12.  | Black Stars Basilea | 17 | 15 | 5  | 2 | 8  | 22 | 28 | -6  |
|  | 13.  | Bellinzona          | 15 | 15 | 2  | 9 | 4  | 20 | 22 | -2  |
|  | 14.  | Zurigo II           | 15 | 15 | 4  | 3 | 8  | 25 | 33 | -8  |
|  | 15.  | Köniz               | 10 | 15 | 3  | 1 | 11 | 18 | 40 | -22 |
|  | 16.  | Münsingen           | 3  | 15 | 0  | 3 | 12 | 10 | 35 | -25 |

Legenda:
      Promossa in Challenge League 2021-2022.
      Retrocessa in Prima Lega 2021-2022.
Note:
Tre punti a vittoria, uno a pareggio, zero a sconfitta.
In caso di arrivo di due o più squadre a pari punti, la graduatoria verrà stilata in base ai seguenti criteri:
- Differenza reti generale.
- Reti realizzate in generale.
- Differenza reti negli scontri diretti.
- Maggior numero di reti in trasferta.
- Sorteggio.

## Risultati

### Tabellone
|                     | BAS  | BAV  | BEL  | BST  | BRE  | BRÜ  | CHA  | ECA  | KÖN  | MÜN  | RAP  | SIO  | STN  | YFJ  | YVE  | ZUR  |
| ------------------- | ---- | ---- | ---- | ---- | ---- | ---- | ---- | ---- | ---- | ---- | ---- | ---- | ---- | ---- | ---- | ---- |
| Basilea II          | –––– | -    | -    | -    | -    | -    | -    | 1-6  | 6-2  | -    | 2-0  | 2-1  | -    | -    | -    | 3-4  |
| Bavois              | -    | –––– | -    | 1-0  | -    | 1-0  | 0-3  | -    | -    | 2-1  | -    | -    | 0-3  | 1-3  | -    | -    |
| Bellinzona          | -    | -    | –––– | -    | -    | -    | -    | 1-3  | 2-0  | -    | 1-1  | -    | -    | -    | -    | 3-3  |
| Black Stars Basilea | 1-2  | -    | 0-0  | –––– | -    | -    | 2-3  | -    | 0-1  | -    | -    | -    | -    | -    | 1-5  | -    |
| Breitenrain         | 3-2  | -    | -    | 1-0  | –––– | -    | 2-2  | -    | -    | 0-0  | -    | -    | 2-1  | 2-2  | -    | -    |
| Brühl               | 2-1  | -    | -    | 0-2  | -    | –––– | 2-2  | -    | -    | -    | 1-1  | 1-0  | 1-1  | -    | -    | -    |
| Cham                | -    | -    | 2-1  | -    | -    | -    | –––– | 0-1  | 4-0  | -    | -    | 1-1  | -    | -    | -    | -    |
| Étoile Carouge      | -    | 0-1  | -    | -    | 1-0  | 0-3  | -    | –––– | -    | 3-1  | 1-2  | -    | 2-0  | -    | -    | -    |
| Köniz               | -    | -    | -    | -    | -    | -    | -    | -    | –––– | 2-0  | 1-6  | 0-1  | -    | -    | -    | -    |
| Münsingen           | -    | -    | 2-2  | 2-3  | -    | 1-4  | -    | -    | -    | –––– | -    | -    | 1-1  | 1-2  | 0-2  | -    |
| Rapperswil-Jona     | -    | -    | -    | 5-1  | 2-1  | -    | 0-1  | -    | -    | -    | –––– | -    | 0-2  | 5-1  | -    | -    |
| Sion II             | -    | 1-2  | -    | 1-5  | 0-1  | -    | -    | -    | -    | -    | 3-2  | –––– | -    | 0-0  | -    | -    |
| Stade Nyonnais      | 5-1  | -    | 1-1  | -    | -    | -    | 2-0  | -    | -    | -    | -    | -    | –––– | -    | 1-1  | 1-1  |
| YF Juventus         | 2-1  | -    | 3-2  | 4-0  | -    | -    | 1-2  | -    | -    | -    | -    | -    | 1-1  | –––– | 1-5  | 2-1  |
| Yverdon             | -    | 2-1  | -    | -    | -    | 2-2  | -    | 6-0  | 7-1  | -    | -    | 2-0  | -    | -    | –––– | 4-1  |
| Zurigo II           | -    | 0-1  | -    | -    | 4-0  | 2-3  | -    | 1-1  | 4-1  | 2-1  | 1-4  | -    | -    | -    | -    | –––– |

## Statistiche

### Classifica marcatori
| Gol | Rigori |  | Giocatore | Squadra |
| --- | ------ |  | --------- | ------- |